# 阿爾巴沙
阿爾巴沙（阿拉伯语：‎）為在阿拉伯联合酋长国杜拜西部、阿爾素福南方的街區，屬於新住宅開發社區，以E11道路（謝赫扎耶德路）、E311道路（謝赫穆罕默德·本·扎耶德路）為界。

## 學校
- 杜拜美國學院（英语：Dubai American Academy）
- 杜拜美國學校（英语：American School of Dubai）
- 杜拜國際學院（英语：Dubai International Academy）
- 全球印度國際學校（英语：Global Indian International School）
- 杜拜諾德安達國際學校（英语：Nord Anglia International School Dubai）
- 阿爾馬瓦克卜學校（英语：Al Mawakeb School）[2]